# Branch (Luisiana)
Branch es un lugar designado por el censo ubicado en la parroquia de Acadia en el estado estadounidense de Luisiana. En el Censo de 2010 tenía una población de 388 habitantes y una densidad poblacional de 20,31 personas por km².

## Geografía
Branch se encuentra ubicado en las coordenadas 30°20′24″N 92°17′8″O / 30.34000, -92.28556. Según la Oficina del Censo de los Estados Unidos, Branch tiene una superficie total de 19.11 km², de la cual 19.05 km² corresponden a tierra firme y (0.28%) 0.05 km² es agua.

## Demografía
Según el censo de 2010, había 388 personas residiendo en Branch. La densidad de población era de 20,31 hab./km². De los 388 habitantes, Branch estaba compuesto por el 81.19% blancos, el 16.49% eran afroamericanos, el 0.26% eran amerindios, el 0.52% eran asiáticos, el 0% eran isleños del Pacífico, el 0% eran de otras razas y el 1.55% pertenecían a dos o más razas. Del total de la población el 2.32% eran hispanos o latinos de cualquier raza.